# 江平東町
江平東町（えひらひがしまち）とは、宮崎県宮崎市内の地名。中央東地域自治区に属している。郵便番号は880-0817。

## 地理
宮崎市の中央東地域自治区に属する。市街地北部の主要地域を形成しており、オフィス・住宅などが並ぶ。2023年現在、住居表示未実施である。
北を江平東1丁目、東を柳丸町、南を錦本町、西を江平中町と接する。

## 歴史
- 1970年 - 柳丸町・牟田町・丸島町4丁目・不老町4丁目をもって江平東町が成立。

## 世帯数と人口
2023年（令和5年）9月1日現在の世帯数と人口は以下の通りである。
| 町丁     | 世帯数  | 人口  |
| -------- | ------- | ----- |
| 江平東町 | 488世帯 | 903人 |

## 小・中学校の学区
市立小・中学校に通う場合、学区は以下の通りとなる。
| 町名     | 小学校             | 中学校               |
| -------- | ------------------ | -------------------- |
| 江平東町 | 宮崎市立江平小学校 | 宮崎市立宮崎東中学校 |

## 交通

### 鉄道
町域の東を日豊本線が通過する。最寄り駅は宮崎駅。

### バス
宮交グループの運営するバスが営業している。